# Русский Стандарт (холдинг)
ЗАО «Компания „Русский Стандарт“» — российский холдинг. Основан Рустамом Тарико в 1992 году.

## История
Основанный в 1992 году российским бизнесменом Рустамом Тарико, холдинг «Русский Стандарт» является  российской глобальной компанией с деловыми интересами в сфере водочного и винного бизнеса, дистрибуции алкогольных напитков, банковского дела и страхования.
Первая компания холдинга, «Руст Инк.», стала дистрибьютором премиальных алкогольных напитков на российском рынке, в числе которых напитки компаний Diageo, Bacardi и LVMH. Сегодня[когда?] компания «Руст Инк.» представляет в России свыше 35 международных алкогольных брендов от крупнейших мировых производителей.
В начале 1999 года Тарико приобрёл «Агроопторгбанк», 22 июля того же года переименованный в ЗАО «Банк Русский Стандарт». На сегодняшний день[когда?] банк является ведущим частным финансовым институтом России, обслуживая более 30 миллионов клиентов.
В 2003 году было основано АО «Русский Стандарт Страхование», которое осуществляет деятельность по страхованию жизни, и ряду других услуг, в том числе добровольное медицинское страхование.
В 2006 году в Санкт-Петербурге был запущен завод по производству водки — ООО «Русский стандарт водка» — производительностью 3,6 млн дал или 4 млн 9-литровых коробов в год.
В 2011 году холдинг «Русский Стандарт» приобрёл мажоритарный пакет акций компании Gancia —  производителя итальянских игристых вин и вермута, основанного в 1850 году.
В 2013 году «Русский Стандарт» приобрёл крупнейшего в Восточной Европе польского производителя водки Central European Distribution Corporation (CEDC), став в результате сделки вторым крупнейшим производителем водки в мире.
В 2014 году Рустам Тарико объединил все свои алкогольные активы в Группу компаний «Руст». Сегодня[когда?] ежегодные продажи «Руста» составляют 35 миллионов 9-литровых коробов на более чем 85 международных рынках. «Руст» располагает собственными производственными мощностями в Польше, России и Италии.
14 октября 2021 года «Ведомости» сообщили, что инвестиционное подразделение А1 «Альфа-групп» стало крупнейшим (более 30%) держателем дефолтных еврооблигаций Russian Standard Ltd[значимость факта?].

## Структура

### Финансовый блок
- Банк «Русский Стандарт»
- Страховая компания «Русский Стандарт Страхование»
- Бюро кредитных историй «Кредитное бюро Русский Стандарт»

### Холдинг Roust
- «Руст Инк.» — дистрибьютор алкогольных напитков
- «Русский Стандарт Водка» — производитель водки
- Gancia — итальянский производитель игристых вин и вермута

Производственные площадки
В России:
- завод «Русский Стандарт»
- ЛВЗ «Топаз»
- «Парламент Продакшн»
- Сибирский ликёро-водочный завод (Кольцово, Новосибирская область)[8]
- завод «Браво Премиум»
- Буинский спиртовой завод

В Италии
- Gancia